# Королевский пфальц

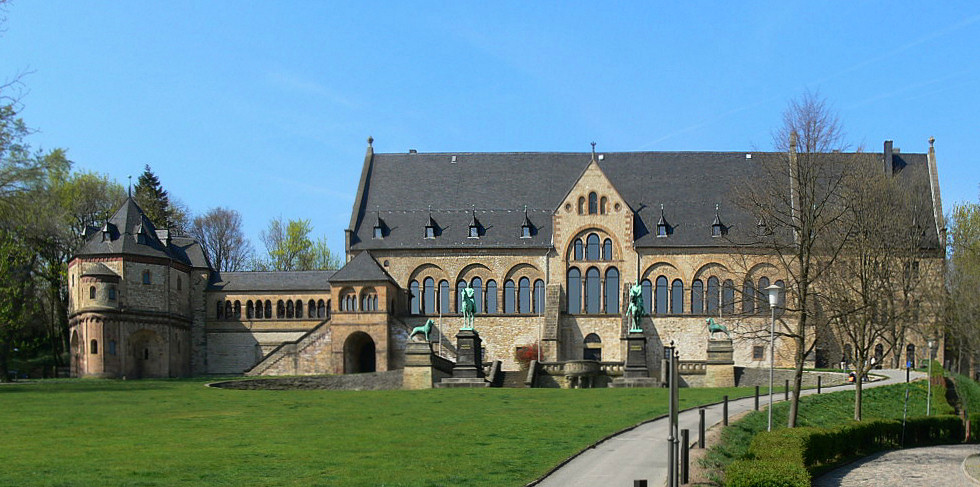
Императорский дворец («кайзерпфальц») в Госларе

Королевский или императорский пфальц (нем. Königspfalz, где нем. Pfalz от лат. palatium — «дворец») — в средние века резиденция немецкого короля, расположенная на подвластной ему территории. В разные времена существовало несколько десятков пфальцев. 
В Каролингской империи, а затем и в Священной Римской империи не было постоянного столичного города. Кайзер, разъезжая по государственным делам, жил то в одном, то в другом дворце. В пфальцах он проводил хофтаги, рейхстаги, празднования больших церковных праздников и т. д. 

Пфальцы располагались примерно в 30 километрах друг от друга (расстояние однодневного переезда на лошадях) и представляли собой комплекс из замка, в котором находились дворец, капелла, конюшня и другие сооружения, необходимые для пребывания многочисленной королевской свиты, а также поместье (гутсхоф), обеспечивающее свиту продуктами питания. 

Макет дворца Карла Великого в Ахене («Ахенского пфальца»)

Крупнейшим был дворец Карла Великого в Ахене, от которого уцелела капелла Карла Великого. В отсутствие императора этим дворцом управлял пфальцграф Лотарингии. До наших дней сохранились дворцы в Падерборне и Госларе, а также представительные руины в Кайзерверте, Эгере и Гельнхаузене. 
Другие значимые пфальцы были расположены в Геристале, Нимвегене, Франкфурте, Шпайере, Вормсе, Майнце, Лорше, Ингельхайме, Дуйсбурге, Дортмунде, Верле, Альтёттинге, Нюрнберге, Цюрихе, Утрехте и Кведлинбурге. Некоторые из дворцов строились при имперских соборах.